# دایسوکه اینازومی
دایسوکه اینازومی (ژاپنی: 稲積 大介؛ زادهٔ ۸ مهٔ ۱۹۹۷) یک بازیکن فوتبال اهل ژاپن است.
از باشگاه‌هایی که در آن بازی کرده‌است می‌توان به باشگاه فوتبال فوجی‌ئدا اشاره کرد.